# Stazione di Campolieto-Monacilioni
La stazione di Campolieto-Monacilioni è una stazione ferroviaria della ferrovia Termoli-Campobasso a servizio dei comuni di Campolieto e di Monacilioni. È situata nel territorio comunale di Campolieto, dal cui centro dista 1,9 km, mentre dista 11 km da Monacilioni. Si trova a 842,73 m s.l.m..

## Servizi
- Sala d'attesa